# Liste der Kulturdenkmale in Zöbigker
In der Liste der Kulturdenkmale in Zöbigker sind sämtliche Kulturdenkmale von Zöbigker, einem Ortsteil der sächsischen Stadt Markkleeberg, verzeichnet. Die denkmalgeschützten Objekte wurden in der Denkmalliste vom Landesamt für Denkmalpflege Sachsen mit Stand von 2017 erfasst. Sie ist eine Teilliste der Liste der Kulturdenkmale in Sachsen.

## Legende
- Bild: Bild des Kulturdenkmals, ggf. zusätzlich mit einem Link zu weiteren Fotos des Kulturdenkmals im Medienarchiv Wikimedia Commons. Wenn man auf das Kamerasymbol klickt, können Fotos zu Kulturdenkmalen aus dieser Liste hochgeladen werden:
- Bezeichnung: Denkmalgeschützte Objekte und ggf. Bauwerksname des Kulturdenkmals
- Lage: Straßenname und Hausnummer oder Flurstücknummer des Kulturdenkmals. Die Grundsortierung der Liste erfolgt nach dieser Adresse. Der Link (Karte) führt zu verschiedenen Kartendiensten mit der Position des Kulturdenkmals. Fehlt dieser Link, wurden die Koordinaten noch nicht eingetragen. Sind diese bekannt, können sie über ein Tool mit einer Kartenansicht einfach nachgetragen werden. In dieser Kartenansicht sind Kulturdenkmale ohne Koordinaten mit einem roten bzw. orangen Marker dargestellt und können durch Verschieben auf die richtige Position in der Karte mit Koordinaten versehen werden. Kulturdenkmale ohne Bild sind an einem blauen bzw. roten Marker erkennbar.
- Datierung: Baubeginn, Fertigstellung, Datum der Erstnennung oder grobe zeitliche Einordnung entsprechend des Eintrags in der sächsischen Denkmaldatenbank
- Beschreibung: Kurzcharakteristik des Kulturdenkmals entsprechend des Eintrags in der sächsischen Denkmaldatenbank, ggf. ergänzt durch die dort nur selten veröffentlichten Erfassungstexte oder zusätzliche Informationen
- ID: Vom Landesamt für Denkmalpflege Sachsen vergebene, das Kulturdenkmal eindeutig identifizierende Objekt-Nummer. Der Link führt zum PDF-Denkmaldokument des Landesamtes für Denkmalpflege Sachsen. Bei ehemaligen Kulturdenkmalen können die Objektnummern unbekannt sein und deshalb fehlen bzw. die Links von aus der Datenbank entfernten Objektnummern ins Leere führen. Ein ggf. vorhandenes Icon  führt zu den Angaben des Kulturdenkmals bei Wikidata.

## Liste
| Bild                                    | Bezeichnung | Lage                                              | Datierung              | Beschreibung | ID       |
| --------------------------------------- | --- | ------------------------------------------------- | ---------------------- | --- | -------- |
| Direkt Bild zu diesem Denkmal hochladen | Sachgesamtheitsbestandteil der Sachgesamtheit Elsterfloßgraben: Floßgraben (siehe auch Sachgesamtheitsliste, Obj. 09304747) | (Karte)                                           | 1608–1610 (Floßgraben) | künstlich angelegter, der Landschaftsform angepasster Floßgraben mit Anfangsstück (sogenannte Batschke) auf Markkleeberger bzw. Zwenkauer Gebiet, im Connewitzer Holz (südlicher Auewald) in die Pleiße mündend, regionalgeschichtlich und technikgeschichtlich von Bedeutung Der Große Elsterfloßgraben, gehört zum Pleiße-Elster-Floßsystem, einem System künstlich angelegter Gräben, das sich aus natürlichen Flussläufen oder Mühlgräben, verbunden mit Wehren, Überläufen und Rechen versehen, zusammensetzte und ab 1579 zum Holztransport mittels Wasser diente. Der sächsische Kurfürst verfolgte mit der Anlage des Floßgrabens das Ziel eigene Salzvorkommen in Salinen bei Weißenfels (Poserna) zu erschließen. Der Graben selbst hatte einen trapezförmigen Querschnitt. Er war an der Oberkante ursprünglich 3 m, am Boden einen Meter breit. Die Länge des Pleiße-Elster-Floßsystem betrug insgesamt 93 km und bewältigte einen Höhenunterschied von 25 m. Damit stellt er das bedeutendste Kunstgrabensystem des 16. Jahrhunderts auf dem europäischen Kontinent dar. Durch den Lauf markierenden Bewuchs hebt er sich deutlich vom landwirtschaftlich geprägten Umland ab. Das Pleiße-Elster-Floßsystem unterteilt sich in die zwei Hauptsysteme Großer Elsterfloßgraben und Kleiner bzw. Leipziger Elsterfloßgraben. In den Jahren 1578 bis 1580 ließ Kurfürst August I. von Sachsen nach Plänen des Oberbergmeisters Martin Planer und unter der Bauleitung von Christian Kohlreiber den Großen Elsterfloßgraben anlegen, der mit Wasser der Weißen Elster gespeist zur Rippach führen und so das Holzflößen bis nach Poserna ermöglichen sollte. 1610 wurde erstmals Holz für die kursächsischen später preußischen Salinen geflößt. Nach dem Niedergang der Salinen wurde der Floßgraben zum Transport von Brenn- und Bauholz verwendet. Auf heutigem sächsischem Gebiet beträgt die Länge des Großen Elsterfloßgrabens 6 km. Eine Besonderheit des Floßgrabens stellen die 79 Brücken dar, die ab Crossen (Thüringen) mit römischen Ziffern durchnummeriert wurden. und die teilweise original erhaltenen Brücken Nummer LIX bis LXXII. Die Stadt Leipzig bezog ihr Holz seit Mitte des 16. Jh. über den Fluss Pleiße. Nachdem die Wälder im Pleiße-Gebiet erschöpft waren, versuchte man den Großen Elsterfloßgraben für den Holztransport zu gewinnen. Bei dem Dorf Stöntzsch legte man dazu einen Abzweig, den sog. Kleinen oder Leipziger Floßgraben, vom Großen Elsterfloßgraben an. Der Floßgraben wurde größtenteils durch Verknüpfung und Ausbau des bestehenden Fluss- und Mühlgrabensystems geschaffen. So wurden die Elster selbst, ihr bei Zwenkau abzweigender Arm Batschke und der Leipziger Pleißemühlgraben in diesen Teil des Grabensystems eingebunden, der 1610 erstmals mit Holz beflößt wurde. Umgeschlagen wurde das Material auf dem damals unmittelbar vor der Stadt befindlichen Leipziger Floßplatz, an dessen Geschichte heute unter anderem der gleichnamig Platz erinnert. Bis um 1820 wurde erfolgreich Holz mit dem Floßgraben geflößt. Danach verlor der Graben zunehmend an Bedeutung. Der Ausbau des Straßensystems sowie ab Mitte des Jahrhunderts das Aufkommen des billigeren Transports per Eisenbahn und der zunehmende Ersatz von Brennholz durch Braunkohle führten zur Einstellung der Elsterflößerei um 1864. An einigen Stellen diente das Wasser des Floßgrabens noch zum Betreiben von Mühlen. Der Wasserdurchsatz wurde aber deutlich reduziert. Da er inzwischen durch verschiedene Länder führte (Herzogtum Altenburg, Preußische Provinz Sachsen und Königreich Sachsen), wurde zu seinem Unterhalt und weiteren Betrieb ein gemeinsamer Zweckverband gegründet, der fast bis Mitte des 20. Jahrhunderts bestandatiert Ab 1958 wurden Teilstrecken des Elsterfloßgrabens durch Braunkohlentagebaue unterbrochen bzw. trockengelegt. Hinter den Tagebauen versuchte man, seinen Lauf durch Zupumpen von Wasser aus der Weißen Elster aufrechtzuerhalten. Nach Stilllegung dieser Tagebaue wurden ab 1992 zwischen Elstertrebnitz und Werben Teilstücke des alten Floßgrabens auf etwas veränderten Trassen neu errichtet. So führt der rekonstruierte Kleine Floßgraben seit ca. 1996 Wasser und bindet über den Elstermühlgraben wieder Teile der ursprünglich für die Leipziger Flößerei genutzten Gewässersysteme an. Sein denkmalpflegerischer Wert ergibt sich aus seiner Bedeutung als überregional bedeutende Leistungen des Vermessungswesens, des Wasserbaus sowie ein beinahe 300 Jahre anhaltendes erfolgreiches sächsisches Wirtschaftsunternehmen der Wasserwirtschaft und des Transportwesens. LfD/2013 & 2015 | 09305752 |
|                                         | Villa | Am Feldrain 20 (Karte)                            | um 1900                | Putzbau in späthistoristischen Formen, Erscheinungsbild auch durch Veränderungen von 1934 geprägt, ortsentwicklungsgeschichtliche Bedeutung zweigeschossiges Wohnhaus, Klinkersockel, Putzfassade mit einfacher Putzgliederung, Mansarddach, Traufgesims, rechteckiger Vorbau mit aufgesetztem Balkon, Eingang mit Vordach auf einer Säule, rechteckiger Turm mit Laterne und geschweifter Kupferhaube, Windfahne mit Datierung „1934“, Fensterläden, Inschrift „Landhaus Morgensonne“, Stuckornamentik: Vorderseite Maske und Blätter, linke Seite: Gehänge | 09256096 |
|                                         | Wohnhaus in offener Bebauung | Am Gemeindeamt 1 (Karte)                          | 1926                   | alte Ortslage Zöbigker, Putzbau in den traditionellen Formen der 1920er Jahre, im Zusammenhang mit dem benachbarten Gemeindeamt (Koburger Straße 214) errichtet, ortsentwicklungsgeschichtliche und baugeschichtliche Bedeutung Zweigeschossig, 4 Achsen, Klinkersockel, Putzfassade, zweiachsiger Mittelrisalit mit Dachausbau und Giebel, profiliertes Stock- und Traufgesims, Fenster alt, Fensterläden im Dachgeschoss vergleiche auch Koburger Straße 214 | 09256106 |
|                                         | Wohnhaus in offener Bebauung | Am Winkel 4 (Karte)                               | 1931                   | villenartiges Einfamilienhaus, flachgedeckter Putzbau im Stil des Neuen Bauens mit turmartigem Baukörper, Architekt: Johannes Richter, ehemals Wohnhaus des Leipziger Bildhauers Mathieu Molitor, baugeschichtliche, personengeschichtliche und künstlerische Bedeutung Das Wohnhaus wurde 1931 nach Plänen des Architekten Johannes Richter im Auftrag von Hedwig Axmann errichtet. Die Bauherrin unterhielt ein Atelier für kunstgewerbliche Arbeiten. In seiner Formensprache zeigt sich das Wohnhaus den Gestaltungsprinzipien des Neuen Bauens verpflichtet, lässt in den sparsamen Schmuckelementen, die der Entwurf ausweist, auch Einflüsse des Art Deco erkennen. Das Wohnhaus Axmann gehört im Leipziger Umkreis zu den überzeugenden Beispielen einer betont modern ausgerichteten Architektur in der Zeit um 1930, darin besteht vor allem sein baugeschichtlicher Aussagewert. Dem Bauwerk liegt ein individueller Entwurf zugrunde, der darauf zielte, etwas nicht Alltägliches zu schaffen. Somit ist dem Gebäude auch eine künstlerische Bedeutung zuzusprechen. LfD/2011 Turmartiger Baukörper über drei Geschosse auf der rechten Seite, sonst zweigeschossig mit Flachdach, Klinkersockel, Putzfassade, profiliertes Traufgesims, Rundfenster, rechts mit vertikalem Fensterband, Fenster zum Teil vergittert, Fenster neu Einfriedung: Putzpfosten mit Holzzaun, Vorbild: Offenbachstraße 10, Haus Berthold von Bruno Tomt? (1927) | 09256098 |
|                                         | Ehemaliger Schafstall des Rittergutes Zöbigker, heute Wohnhaus | Bergstraße 2 (Karte)                              | 1926                   | straßenbildprägender Putzbau mit mächtigem Bohlenbinderdach, ortsgeschichtliche und baugeschichtliche Bedeutung 1 Geschoss, ausgebautes Dachgeschoss, Spitztonnendach, Klinkersockel, Putzfassade, einfache Klinkergliederung, Dachgeschoss verändert, gehörte früher als Schafstall zum Gut Zöbigker, – Vorgängerbau von 1886 war 1922 abgebrannt | 09256752 |
|                                         | Villa | Birkenweg 2 (Karte)                               | um 1910                | malerischer Putzbau in den Formen des Reformstils um 1910, Fachwerkgiebel, ortsentwicklungsgeschichtliche und baugeschichtliche Bedeutung eingeschossiges Wohnhaus, Klinkersockel, Putzfassade, Fachwerkgiebel, ausgebautes Mansarddach, verdachter rechteckiger Vorbau, überdachter Eingang, Fenster zum Teil alt, Fensterläden, Anbau kein Denkmal | 09256097 |
|                                         | Wohnhaus, Toreinfahrt und Einfriedung eines ehemaligen Dreiseithofes, Handschwengelpumpe | Cospudener Straße 1 (Karte)                       | um 1830                | verputztes ländliches Wohnhaus, Teil der historischen Dorfbebauung von Zöbigker, ortsgeschichtliche und baugeschichtliche Bedeutung Wohnhaus: zweigeschossig, Putzfassade, Krüppelwalmdach, Traufgesims, zum Teil Fenstereinfassungen in Holz, Anbau wohl aus dem 19. Jh., Scheune: Putzfassade, Traufgesims, ruinös. Einfriedung: Klinkersockel und -pfosten mit Kunststeinabdeckung, gußeiserenes Gitter, Handschwengelpumpe um 1960 | 09256108 |
|                                         | Ehemalige Schule, später Gemeindehaus, mit Einfriedung | Cospudener Straße 2 (Karte)                       | 1887                   | Putzbau mit Mittelrisalit, Fassadengestaltung mit einfachen Putzgliederungen, ortsgeschichtliche und baugeschichtliche Bedeutung Gemeindehaus (an Stelle eines Vorgängerbaus): zweigeschossig, 11 Achsen, Putzfassade mit einfacher Putzgliederung, Mittelrisalit mit Eingang und Treppe, profiliertes Traufgesims, Fenster zum Teil alt, ehemals Kantorei/Schule, Einfriedung: Gusseisernes Gitter, nur noch fragmentarisch erhalten, | 09256113 |
|                                         | Wohnhaus eines Bauernhofes | Cospudener Straße 3 (Karte)                       | um 1800                | alte Dorflage Zöbigker, ländliches Fachwerkhaus mit Krüppelwalmdach, ortsgeschichtliche und baugeschichtliche Bedeutung zweigeschossiges Wohnhaus, im Erdgeschoss Putzfassade, im Obergeschoss Fachwerk, Krüppelwalmdach (erneuert), zum Teil mit liegenden Fenstern, renoviert Fachwerk, Krüppelwalmdach | 09256116 |
| Weitere Bilder                          | Kirche (Ruine), Toranlage und Einfriedung eines Kirchhofes | Dorfstraße 2 (Karte)                              | 1726                   | Barockbau, nach Brand von 1942 Ruine, Einfriedung mit Porphyrtuffportal und Schlussstein, ortsgeschichtliche und baugeschichtliche Bedeutung Kirche: im Kern mittelalterlich, 1726 erneuert und umgebaut, 1883 erneut Instand gesetzt, 1942 Kirchenbrand, seitdem als Ruine stehengelassen Einfriedung: Ziegelmauer, Portal mit Porpyhrgewänden, Inschrift im Schlussstein „.... 1724“, Ziegelabdeckung | 09256120 |
|                                         | Wohnhaus | Dorfstraße 13 (Karte)                             | um 1850                | eingeschossiges Wohnhaus mit Traufgesims, Satteldach mit Gauben | 09256119 |
|                                         | Wohnhaus eines Bauernhofes | Dorfstraße 15 (Karte)                             | 1. Hälfte 19. Jh.      | Bau mit Fachwerkobergeschoss und Krüppelwalmdach in alter Dorflage Zöbigker, ortsgeschichtliche und baugeschichtliche Bedeutung zweigeschossiges Wohnhaus, Klinkersockel, Putzfassade, Krüppelwalmdach, Traufgesims, Fenster im Erdgeschoss verändert, dicke Wände (wohl Lehm) im Obergeschoss vermutlich Fachwerk, bildet qualitativen Unterschied zu den anderen in der Dorflage! | 09256121 |
| Weitere Bilder                          | Sachgesamtheit Rittergut und Gärtnerhaus Zöbigker, mit folgenden Einzeldenkmalen: Herrenhaus, Gutsverwalterhaus (siehe Obj. 09256101, Gutsstraße 6, 11) und Gärtnerhaus (siehe Obj. 09256102, Mühlweg 17) sowie folgenden Sachgesamtheitsteilen: Gutsscheune (Gutsstraße 7/9), drei ehemalige Wirtschaftsgebäude (Gutsstraße 5, Dorfstraße 31 und Dorfstraße 33–47) sowie Einfriedung im Bereich Dorfstraße (Nr. 19–27), Mühlweg (Nr. 7–19) und Cospudener Straße (Nr. 5–13) | Gutsstraße 5; 6; 7; 9; 11 (Karte)                 | um 1900                | typische sächsische Rittergutsanlage der Barockzeit, strukturbildender Bestandteil im historischen Ortskern von Zöbigker, ortsgeschichtliche, baugeschichtliche, kulturhistorische und städtebauliche Bedeutung Sachgesamtheitsteile: Wirtschaftsgebäude, Gutsstraße 5: eingeschossiger Putzbau, Schopfwalmdach, ursprünglich wohl Stallgebäude, zu Wohnzwecken umgebaut, wichtig als Teil der Gesamtanlage und für die torartige Eingangssituation Scheune, Gutsstraße 7, 9: Putzbau mit Strebepfeilern, Satteldach, nach 2006 zu Wohnzwecken umgebaut Wirtschaftsgebäude, Dorfstraße 31: zweigeschossiger Putzbau, profiliertes Traufgesims, z. T. Porphyrgewände, Mansarddach, Kopfbau wichtig für Eingangssituation, 2006 durchgreifend zu Wohnzwecken umgebaut Wirtschaftsgebäude, Dorfstraße 33, 35, 37, 39, 41, 43, 45, 47: ursprünglich langgestreckter eingeschossiger Putzbau mit Stallungen, 2006 in Reihenhäuser umgebaut Einfriedung im Bereich Dorfstraße und Mühlweg (Flstk. 1/24, 1/19, 1/18, 1/21, 1/20, 1/9, 1/16, 647, 646, 645, 644, 643, 4c, 4e, 4d, 4b, 4a): Ziegelmauer, ursprünglich verputzt, mit Ziegelabdeckung, teils mit Durchgängen aus Porphyrtuffgewänden | 09300322 |
| Weitere Bilder                          | Einzeldenkmale der Sachgesamtheit Rittergut und Gärtnerhaus Zöbigker: Herrenhaus und ehemaliges Gutsverwalterhaus (siehe auch Obj. 09300322) | Gutsstraße 6; 11 (ehem. Dorfstraße 21–26) (Karte) | 1714                   | Herrenhaus im Kern stattlicher Barockbau von 1714, heutiges Erscheinungsbild durch klassizistische und historistische Umbauten geprägt, Gutsverwalterhaus, durch angepasste Formensprache harmonisch eingefügter Bau der Zeit um 1910, ortsgeschichtliche, baugeschichtliche, kulturgeschichtliche und künstlerische Bedeutung Herrenhaus, Gutsstraße 11: zwei Geschosse, 11 Achsen, Mansarddach, runder Mittelrisalit mit kuppelartigem Dach, Portal im Erdgeschoss, im Obergeschoss Kolossalpilaster, Rundbogenfenster, einfache Putzgliederung (Lisenen), profiliertes Traufgesims, Porphyr-Fenstereinfassungen, Gartenfassade: 3-achsiger Mittelrisalit mit Dreieckgiebel und Wappenrelief Architekt: David Schatz 1714, Umbau Mitte der 1830er Jahre vermutlich durch Albert Geutebrück, 1898 Umbau, Anbau des Treppenhauses, Fassadengliederung im Neubarock, 1929 erneuter Umbau angeblich durch Paul Schulze-Naumburg, Mezzaningeschoss wird durch ein Mansardgeschoss erschlossen, Gutsverwalterhaus, Gutsstraße 6: in DDR-Zeiten Förderschule für Lernbehinderte, 2 Geschosse, 5 Achsen, Mansarddach, Putzfassade mit Putzgliederung, Mittelrisalit mit Freitreppe und aufwändigem Portal, Stuckgliederung am Portal und darüberliegendem Fenster und geschweiftem Giebel, polygonaler Risalit an rechter Hausseite, Gartenseite: 2-achsiger Mittelrisalit mit Giebel, rechteckiger und runder Vorbau mit aufgesetzten Balkonen, neue Freitreppe zum Garten, | 09256101 |
|                                         | Ehemaliges Gemeindeamt, heute Wohnhaus in offener Bebauung | Koburger Straße 214 (Karte)                       | 1926                   | alte Ortslage Zöbigker, Putzbau in schlichten Art-déco-Formen, ortsgeschichtliche und baugeschichtliche Bedeutung Dreigeschossig, Putzfassade, Putzfenstereinfassungen, profiliertes Stock- und Traufgesims, überdachter Eingang mit Freitreppe, Fenster alt. vergleiche auch Am Gemeindeamt 1 | 09256105 |
| Direkt Bild zu diesem Denkmal hochladen | Wohnhaus in offener Bebauung und Nebengebäude | Koburger Straße 218 (Karte)                       | um 1900                | zeittypischer, villenartiger Putzbau, einfache Putzgliederungen, Schwebegiebel, Nebengebäude verputzt, ortsentwicklungsgeschichtliche und baugeschichtliche Bedeutung Wohnhaus: 1 Geschoss, 4 Achsen, Bruchstein-Klinker-Sockel, Putzfassade mit Putzgliederung, zweigeschossiger Mittelrisalit mit vorkragendem Dach auf geschnitzten Knaggen und Sparren, Stock- und Traufgesims, Giebelseitig mit Gespärre, Nebengebäude: 1 Geschoss, Putzfassade, profiliertes Traufgesims, Fenster alt | 09256107 |
|                                         | Wohnhaus, Toreinfahrt und Einfriedung eines ehemaligen Dreiseithofes, Handschwengelpumpe | Koburger Straße 220 (Karte)                       | um 1830                | verputztes ländliches Wohnhaus, Teil der historischen Dorfbebauung von Zöbigker, ortsgeschichtliche und baugeschichtliche Bedeutung Wohnhaus: zweigeschossig, Putzfassade, Krüppelwalmdach, Traufgesims, zum Teil Fenstereinfassungen in Holz, Anbau wohl aus dem 19. Jh., Scheune: Putzfassade, Traufgesims, ruinös. Einfriedung: Klinkersockel und -pfosten mit Kunststeinabdeckung, gußeiserenes Gitter, Handschwengelpumpe um 1960 | 09256108 |
| Direkt Bild zu diesem Denkmal hochladen | Einzeldenkmal der Sachgesamtheit Rittergut und Gärtnerhaus Zöbigker: Bedienstetenwohnhaus mit Gärtnerwohnung (siehe auch Sachgesamtheit Rittergut und Gärtnerhaus Zöbigker – Obj. 09300322) | Mühlweg 17 (Karte)                                | nach 1714              | zweigeschossiger Barockbau mit Mansarddach, eingeschossiger Anbau, ortsgeschichtliche und baugeschichtlicher Bedeutung Zweigeschossiges Mittelbau, Putzfassade, Mansardwalmdach, seitlich mit Fachwerk, Traufgesims, Fenster alt, seitlich eingeschossige Anbauten (Ziegel, verputzt), der östliche um 2000 abgebrochen | 09256102 |
| Direkt Bild zu diesem Denkmal hochladen | Mietshaus in halboffener Bebauung | Zöbigkerstraße 117 (Karte)                        | um 1910                | Putzbau mit geometrisierender Putzgliederung im Sinne des Reformstils um 1910, ortsentwicklungsgeschichtliche und baugeschichtliche Bedeutung Mietshaus: 4 Geschosse, 8 Achsen, Putzfassade mit einfacher Putzgliederung, Stock- und Traufgesims, im 2. und 3. Obergeschoss mittlere Achsen leicht vorspringend und mit Blendgiebel, Traufe bemalt, orig.: Fenster, zum Teil Jalousieblenden, Bodenfliesen im Eingangsbereich, Teppenhaus, Kellertür, Wohnungstüren andere Haushälfte Nummer 115 kein Denkmal, weil entstellend verändert: Fassade geglättet, keine Blendgiebel, neue Fenster, Hinterhaus: eingeschossig, Putzfassade zwei Gauben. – 1999.03.10: Zustimmung zum Abbruch Hofgebäude erteilt | 09256112 |

## Ehemalige Kulturdenkmale
| Bild                                    | Bezeichnung               | Lage                        | Datierung | Beschreibung                                                                                                 | ID |
| --------------------------------------- | ------------------------- | --------------------------- | --------- | --- | -- |
|                                         | Wohnhaus                  | Dorfstraße 117 (Karte)      | um 1800   | zweigeschossiges Wohnhaus einer Hofanlage mit Fachwerk im Obergeschoss und Schopfwalmdach                    |    |
| Direkt Bild zu diesem Denkmal hochladen | Wohnhaus und Nebengebäude | Koburger Straße 215 (Karte) | um 1900   | Wohnhaus mit Putzfassade im Landhausstil sowie Nebengebäude                                                  |    |
| Direkt Bild zu diesem Denkmal hochladen | Wohnhaus                  | Koburger Straße 221 (Karte) | 19. Jh.   | ländliches Wohnhaus einer Hofanlage, mit Fachwerk im Obergeschoss, Fensterläden und alter Haustür            |    |
| Direkt Bild zu diesem Denkmal hochladen | Wohnhaus                  | Mühlweg 2 (Karte)           | 18. Jh.   | Wohnhaus mit Einfriedung, Mansarddach und zwei seitlichen Anbauten, Ziegelmauer mit Tuffgewänden aus Porphyr |    |